# Cyclacanthus coccineus
Cyclacanthus coccineus är en akantusväxtart som beskrevs av Spencer Le Marchant Moore. Cyclacanthus coccineus ingår i släktet Cyclacanthus och familjen akantusväxter. Inga underarter finns listade i Catalogue of Life.